# 제임스 1세 (잉글랜드)
제임스 1세(영어: James I, 1566년 6월 19일 ~ 1625년 3월 27일)는 스코틀랜드와 잉글랜드 및 아일랜드의 군주이었다. 1567년 7월 24일 스코트인의 왕으로 즉위하여 스코틀랜드의 제임스 6세가 되었고, 1603년 3월 24일 엘리자베스 1세가 후사없이 사망하자 잉글랜드 국왕을 계승하여 잉글랜드의 제임스 1세가 되었다. 당시 아일랜드 왕국의 국왕은 잉글랜드 국왕이 겸임하고 있었기 때문에 제임스 1세 역시 잉글랜드 왕위 계승과 함께 아일랜드 국왕을 겸하였다. 이로서 브리튼 제도의 이 세 왕국은 각자 독자적인 의회가 있는 독립적인 주권국이지만 같은 군주가 군림하는 동군연합을 이루게 되었고, 제임스의 스튜어트가는 이전의 튜더가를 대신하여 잉글랜드의 왕가가 되었다. 제임스는 스코틀랜드의 왕위 서열에 따른 제임스 6세보다 잉글랜드의 것을 따른 제임스 1세로 불리는 것이 일반적이다.
제임스 1세의 잉글랜드 국왕 즉위는 선대로 부터 오랫 동안 진행되고 있었던 스코틀랜드와 잉글랜드 사이의 복잡한 외교 관계의 산물이었다. 잉글랜드와 지속적인 갈등과 전쟁을 계속하던 스코틀랜드의 스튜어트 왕가는 헨리 7세의 딸 마거릿 튜더를 제임스 4세의 아내로 맞아들여 화친을 맺었고, 부부는 후계자인 제임스 5세를 낳았다. 그러나 두 왕국은 이후로도 전쟁을 계속하였고 제임스 4세와 5세 모두 잉글랜드와 전쟁을 치르는 중에 사망할 정도로 양국의 사이는 좋지 않았다. 제임스 5세는 전장에서 사망하기 직전 자신의 후계가 될 딸 메리 1세의 출생 소식을 들었다. 메리 1세 역시 파란만장하고 기구한 운명을 겪었으나 헨리 7세의 후손으로서 잉글랜드의 왕위 계승권을 주장할 수 있는 위치였고 평생 엘리자베스 1세의 라이벌로 여겨졌다. 1567년 6월 스코틀랜드의 귀족들은 메리 1세를 축출하기 위해 반기를 들었고 메리 1세는 잉글랜드로 망명하였다. 이 과정에서 태어난 지 13개월에 불과하였던 메리 1세의 아들 제임스가 7월 24일 왕위에 올라 스코틀랜드의 제임스 6세가 된다. 메리 1세는 잉글랜드에서 연금되어 감시를 받으며 사는 도중에도 재기를 위한 계획을 꾸미다 발각되어 1587년 2월 8일 처형되었다.
제임스가 유년기를 보내는 사이 스코틀랜드는 4명의 섭정에 의해 통치되었으며 제임스는 1578년에 친정을 할 수 있었다. 1589년 덴마크 왕녀 아나와 결혼하였고 두 부부 사이에는 헨리, 엘리자베스, 찰스와 같은 자녀들이 있다.
엘리자베스 1세 시기의 잉글랜드는 국력이 크게 신장되어 유럽의 새로운 강자로 떠올랐으나, 엘리자베스 1세 본인은 결혼을 하지 않아 후사가 없었다. 1603년 튜더가의 마지막 군주였던 엘리자베스 1세가 사망하자 스코틀랜드의 국왕이자 헨리 7세의 증손자였던 제임스가 잉글랜드의 왕위를 계승하게 되어 잉글랜드의 제임스 1세로 즉위하였다. 스코틀랜드와 잉글랜드 및 아일랜드의 세 왕국 모두에서 국왕으로서 군림하게 되자 1617년 스코틀랜드를 방문한 그는 스스로를 "그레이트브리튼 및 아일랜드의 왕"으로 칭하였는데 이 명칭은 훗날 영국의 정식 국호로 자리잡게 된다.
제임스 1세는 재위기간 동안 런던에 있으면서 잉글랜드와 스코틀랜드의 의회를 단일화 하고자 시도하였으나 성공하지는 못하였다. 한편, 그는 아일랜드에서는 얼스터 지역에 대한 식민정책과 북아메리카 대륙 내의 잉글랜드 식민지 확대를 추진하였다.
제임스의 스코틀랜드 재위 기간은 57년 246일로 스코틀랜드 국왕 가운데 가장 길다. 제임스가 잉글랜드의 왕위를 계승하자 끊임 없던 스코틀랜드의 불안 요소들은 대부분 해소되었지만, 이전까지 전쟁 상대였던 스튜어트가를 새로운 왕가로 받들게 된 잉글랜드인들의 반발은 만만치 않았다. 1605년 화약 음모 사건은 점령군으로 비추어진 스튜어트가를 인정하지 않는 암살 시도였고, 이미 마그나 카르타 이후 오랜 전통이 된 잉글랜드 의회와 국왕의 협치는 제임스 1세에게 불편한 것이었다. 그는 왕권신수설과 이에 따른 절대왕정을 지향하여 의회와 반복적인 갈등을 빚었다. 제임스의 이러한 성향은 후계자 찰스 1세와 찰스 2세에게도 이어져 결국 내전과 혁명을 겪는 원인이 된다.
제임스 1세 치하의 잉글랜드는 계속하여 번성하였다. 문화 면에서는 윌리엄 셰익스피어, 존 던, 벤 존슨, 프란시스 베이컨과 같은 작가들이 있었고 제임스 1세 스스로가 《악마론》(1597년), 《자유 군주제의 참된 법률》(1598년), 《왕권에 대한 조언》(1599년)과 같은 여러 작품을 저술한 작가이었다. 제임스 1세는 잉글랜드 내의 종교적 갈등에 대한 대응으로 성경을 영어로 번역하도록 하여 《킹 제임스 성경》을 출간하였다. 제임스는 잉글랜드 국교회를 중심으로 하는 종교적 통합을 도모하여 1604년 《성공회 기도서》의 개정판에 청교도의 요구 사항 일부를 받아들였다.
제임스 1세는 고집이 세고 신경질적인 면이 있었고 정당한 주장이라 할 지라도 말할 때를 살피는 요령이 없었다. 이 때문에 제임스 1세는 한 때 프랑스의 앙리 4세를 가리키던 "기독교세계에서 가장 현명한 바보"라는 별명을 얻었다. 당대인 17세기부터 20세기까지도 제임스에 대한 평가는 의회와의 불화와 국정 운영의 무능으로 잉글랜드 내전의 배경을 만든 군주라는 것이 주류를 이루었지만, 20세기 후반 이후 그의 평화를 유지하려던 노력과 종교적 관용을 재평가하며 신중하고 사려깊은 성격이었다고 보는 추세이다. 제임스 1세는 유럽의 종교적 갈등에 개입하는 것을 꺼렸고 특히 30년 전쟁에서 중립을 지키려 노력하였다. 한편 의회는 가톨릭과 맞서는 개신교를 지원하기 위해 스페인과 전쟁을 벌여야 한다는 강경파가 점차 부상하였다. 제임스 1세는 왕세자였던 찰스 1세를 스페인의 왕녀와 결혼 시켜 이 상황을 타개하고자 하였으나 오히려 스페인의 냉대를 받아 실패하였고, 그 대신 프랑스의 왕녀를 며느리로 맞게 된다. 1625년 3월 27일 제임스 1세가 사망하자 찰스 1세가 왕위를 이었다.

## 섭정 시기

### 출생

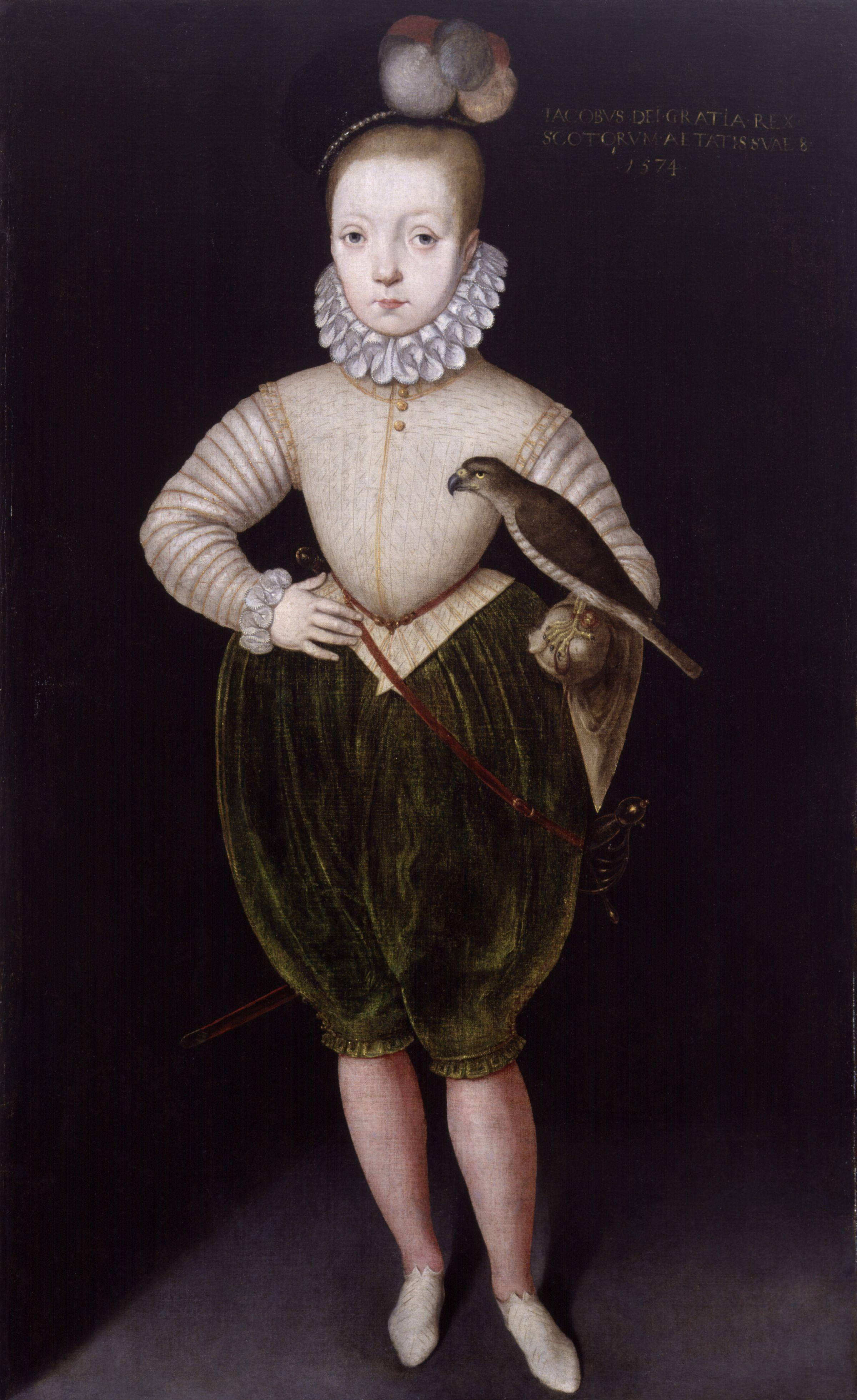
1574년 제작된 제임스의 유년기 초상화.

제임스는 스코틀랜드의 메리 1세가 재혼한 남편 단리 경 헨리 스튜어트 사이에 낳은 외동아들이다. 메리 1세와 단리 경은 모두 잉글랜드 헨리 7세의 딸이자 헨리 8세의 누나인 마거릿 튜더의 손자녀이었는데, 스코틀랜드의 제임스 4세와 결혼하였던 마거릿 튜더는 제임스 4세가 전쟁 중 사망하자 앵거스 백작 아치볼드 더글러스와 재혼하여 단리 경의 가문에서도 할머니가 되기 때문이다.
메리1세와 단리 경 부부는 스코틀랜드가 처한 안팎의 어려움 때문에 곤란을 겪었다. 잉글랜드와 전쟁을 하며 제임스 4세와 5세 두 국왕이 연 이어 전쟁 중에 사망하였던 스튜어트가는 여러 면에서 프랑스 왕가에 의지하여 때로는 망명지로 삼았고 때로는 군사적 원조를 받으면서 로마가톨릭을 받아들였다. 더욱이 메리 1세는 유년기를 프랑스에서 망명하며 보냈고 프랑수아 2세와 혼인하여 한 때 프랑스의 왕비로 지냈기 때문에 가톨릭 신앙을 지니는 것이 자연스러울 수밖에 없었다. 그러나 당시 스코틀랜드는 장로교가 다수를 점한 개신교 국가였고 의회 역시 장로교가 장악하고 있었기 때문에 끊임 없이 반란에 시달려야 하였다. 이들의 결혼은 정략적인 선택이었기 때문에 사이가 그리 좋지 않았다. 단리 경은 반군과 비밀리에 공모하여 메리 1세의 개인 비서였던 이탈리아 출신의 다비드 리치오를 살해하였다. 당시 메리 1세는 임신 중이었고 석 달 뒤 제임스를 출산하였다.
제임스는 1566년 6월 19일 에든버러성에서 태어났다. 장남이었던 제임스는 스코틀랜드 군주의 후계자에게 자동으로 부여되는 로스시 공작, 스코틀랜드의 왕자, 그리고 스코틀랜드의 총관리인의 지위를 받았다. 제임스의 출생 5일 후 잉글랜드의 외교관 헨리 길리그루는 아직 몸이 회복되지 않아 간신이 입을 열 수 있었던 메리 1세를 알현할 수 있었다. 그는 "아기가 유모를 빨고 있었고 건강해 보였으며 훌륭한 왕자임을 증명하는 것처럼 보였다"고 기록하였다. 제임스는 1566년 12월 17일 스털링성에서 가톨릭 전례에 따라 세례를 받았다. 대부모는 프랑스의 샤를 9세, 잉글랜드의 엘리자베스 1세, 사보이 공작 에마누엘레 필리베르토이었으며 이들을 대신하여 외교 사절들이 세례식에 참가하였다. 메리 1세로부터 평소 "곰보 성직자"라 불렸던 세인트엔드루의 대주교 존 해밀던이 세례를 집전하였고, 메리 1세는 당시 관습에 따라 대주교가 아이에게 침을 뱉는 것을 거부하였다. 아마도 아이에게 천연두가 옮겨질까 두려웠을 것이다. 세례식 기념 연회에서 프랑스 사람 바스티앙 파게가 고안한 가장행렬이 사티로스 분장을 하고 등장하였고 잉글랜드 측은 이를 자신들에 대한 모욕으로 받아들여 화를 냈다.
이듬해인 1567년 2월 10일 제임스의 생부 단리 경이 살해당하였다. 아마도 다비드 리치오를 죽인 것에 대한 복수였을 것이다. 제임스는 단리 경의 작위였던 올버니 공작과 로스 백작의 지위를 승계하였다. 이미 스코틀랜드인 사이에서 반발이 컸던 메리 1세가 단리 경 사후 살해의 배후로 지목되던 보스웰 백작 제임스 헵번과 재혼하자 반란이 일어났다. 1567년 6월 개신교를 신봉하는 귀족들이 주축이 된 반군이 메리 1세를 체포하여 로츨레븐성에 가두었다. 이 때 갖 돐을 맞은 제임스는 어머니와 떨어졌고 다시는 만날 수 없게 되었다. 귀족들은 메리 1세에게 양위를 강요하였고 1567년 7월 24일 생후 13개월의 제임스가 메리 1세의 뒤를 이어 스코틀랜드의 국왕이 되었다. 국왕이 너무 어렸기 때문에 제임스 5세의 사생아였던 머레이 백작 제임스 스튜어트가 섭정이 되었다. 이로서 스코틀랜드는 세 번이나 갖태어난 아기가 군주로 즉위하는 상황을 맞게 되었다.

### 섭정
제임스는 마르 백작 부부에게 맡겨졌고 그들은 스털링성에서 비밀스럽게 육아를 하였다. 1567년 7월 29일 성유를 바르는 대관식이 열렸고 제임스는 스코틀랜드 국왕이 되었다. 대관식은 장로교에 의해 진행되어 존 녹스가 설교를 하였다. 이후 제임스는 스코틀랜드 교회 철저한 교육을 받으며 장로교 신자가 되었다. 스코틀랜드 추밀원은 조지 뷰캐넌, 피터 영, 에덤 어스킨, 데이비드 어시킨과 같은 인물들을 제임스의 교사로 임명하였다. 수석 교사였던 뷰캐넌은 당시의 교수 관습대로 어린 왕을 때리며 훈육하였지만, 동시에 제임스가 평생 문학과 학문에 대한 열정을 갖게 하였다. 뷰캐넌은 훗날 《스코트인의 정당한 왕권아래》에서 그가 "신을 두려워하는 개신교도이자 군주제의 한계를 받아들이는 국왕"을 기르고자 하였다고 밝혔다.
1568년 메리 1세는 로츨레븐성을 탈출하여 왕좌를 되찾고자 하였으나 섭정인 머레이 백작이 이끄는 군대와 벌인 랭사이드 전투에서 패배하자 잉글랜드로 망명할 수 밖에 없었다. 당시 잉글랜드에는 평생 라이벌 관계였던 엘리자베스 1세가 왕좌에 있었고 메리 1세는 곧바로  연금되었다. 1570년 1월 23일 스코틀랜드의 섭정 머레이 백작이 암살되자 제임스의 친조부였던 레녹스 백작 매슈 스튜어트가 섭정이 되었지만 이듬해 메리 1세의 지지자로부터 습격을 받아 중상을 입었다. 다시 섭정의 자리는 마르 백작에게 넘어갔으나 그는 모턴 백작 제임스 더글라스의 연회에 참석하였다가 "심각한 병에 걸려" 1572년 10월 28일 스털링성에서 사망하였다.
마르 백작의 섭정 자리는 바로 모턴 백작이 이었다. 그는 지금까지 잦은 불화를 입은 섭정들과 달리 유능하였지만 탐욕스런 행적으로 적을 만들었다. 제임스의 친부인 단리 경의 사촌이자 레녹스 백작의 작위를 받은 프랑스 출신의 에스메 스튜어트가 스코틀랜드에 입국하여 제임스의 총신으로 자리잡자 모턴 백작은 급속히 영향력을 잃었다. 1579년 10월 19일 이제 갖 13세가 된 제임스는 에딘버러에서 입성식을 갖고 성년이 되었음을 선포하고 친정을 하게 되었다. 제임스는 섭정이었던 모턴을 친부 살해의 배후로 의심하고 있었고 1581년 6월 2일 처형하였다. 같은 해 8월 8일 제임스는 레녹스 백작을 공작으로 승격하였다. 그는 당시 스코틀랜드에서 유일한 공작이었다. 15세가 된 제임스는 1년 여 동안 레녹스의 영향 아래 있었다.

## 스코틀랜드 통치 시기

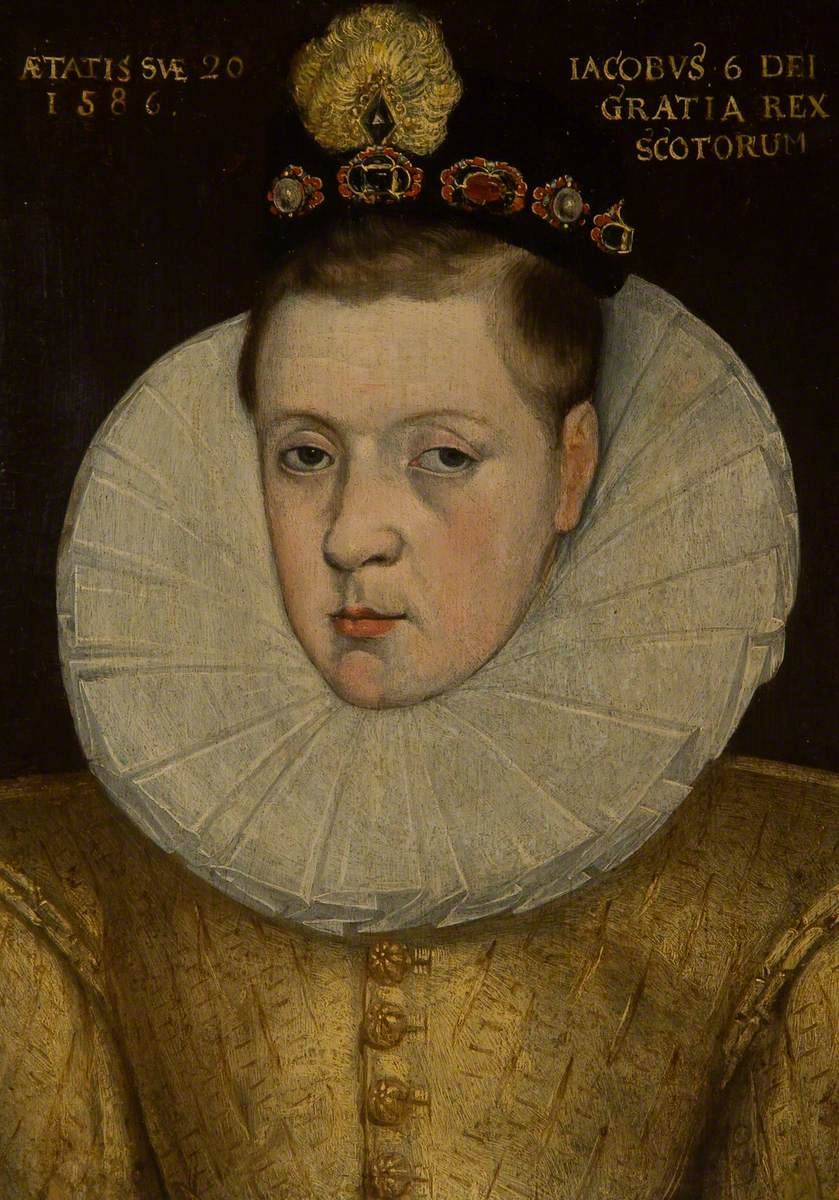
1586년, 20세의 제임스

레녹스는 스코틀랜드로 입국하면서 개신교로 개종하였지만, 그가 받던 국왕의 총애에 불만을 품었던 장로교 귀족들은 둘 사이에 "육체적 정욕"이 있을 것이라 의심하였다. 1582년 8월 고우리 백작 윌리엄 루스벤과 앵거스 백작 아치볼트 더글라스는 제임스를 루스벤성으로 유인하여 가두었고 레녹스 공작을 국외로 추방하였다. 스코틀랜드 종교개혁의 주도자이자 제임스가 직접 임명한 왕실 목사였던 존 크레이그는 1582년 9월 19일 설교에서 "왕께서 울었다"고 목소리를 높이며 회중을 꾸짖었다.
1583년 6월 27일 제임스는 포클랜드에서 탈출하였고 스코틀랜드에 대한 더 많은 통제권을 손에 넣을 수 있었다. 그는 스코틀랜드 교회에 대한 왕실의 통제를 강화하기 위한 법률을 공표하고 자신의 개인 교사였던 뷰캐넌의 주장을 비난하였다. 1584년에서 1603년 사이 제임스는 효율적인 정부를 구성하고 서레스턴과 존 마이슬랜드의 지원을 받으며 귀족들과 비교적 안정적인 평화를 이룰 수 있었다. 1596년 여덟 명의 귀족들로 구성된 팔인회가 구성되어 국가의 재정을 맡았다. 그러나 1년 만에 에딘버러에서 이들을 가톨릭주의자라며 반대하는 폭동이 일어났고 제임스가 궁정을 린리스고우로 옮기면서 해산되었다.
1600년 8월 국왕을 납치하려는 시도가 다시 일어나면서 제임스는 루스벤 일가에게 폭행당했다. 그러나 제임스의 총신이었던 존 램지가 이들을 죽임으로써 이 번의 납치 시도는 불발되었다. 루스벤가는 제임스가 자신들에게 많은 금전적인 빚을 지고 있다고 주장하였지만, 이는 자신들의 행동을 정당화하기 위한 핑계일 가능성이 높다. 어찌되었든 당사자들이 모두 사망하자 금전 문제에 대한 진위는 밝힐 방법이 없게 되었다.
1586년 2월 8일 제임스의 모후인 메리 1세는 잉글랜드에 대한 역모죄로 처형되었다. 제임스는 이 처형을 "터무니없고 이상한 절차"라며 분노했지만, 돐이 지난 이후 만나본 적도 없고 자라면서 생부 단리 경의 살해 배후라고 알고 있던 어머니의 죽음에 개인적인 슬픔을 느끼지는 않았다. 오히려 메리 1세의 죽음은 제임스의 왕위를 굳건히 하는 결과를 가져왔다. 이 해 7월 6일 제임스는 잉글랜드의 엘리자베스 1세와 베릭 조약을 채결하고 화친을 맺었다. 엘리자베스는 베릭 조약에 화답하여 제임스에게 매년 보조금을 보내 그가 스코틀랜드를 장악할 수 있도록 도왔다. 이 즈음 엘리자베스 1세는 제임스를 자신의 후계로 예정한 듯 하다. 스스로도 후사가 없었고 왕위 계승 순위에서도 가장 가까운 혈족이 제임스였기 때문이다. 1588년 잉글랜드가 스페인 무적함대와 싸울 위기를 맞자 제임스는 엘리자베스에게 "폐하의 친아들이자 동포"로서 지지를 보냈다.

### 결혼

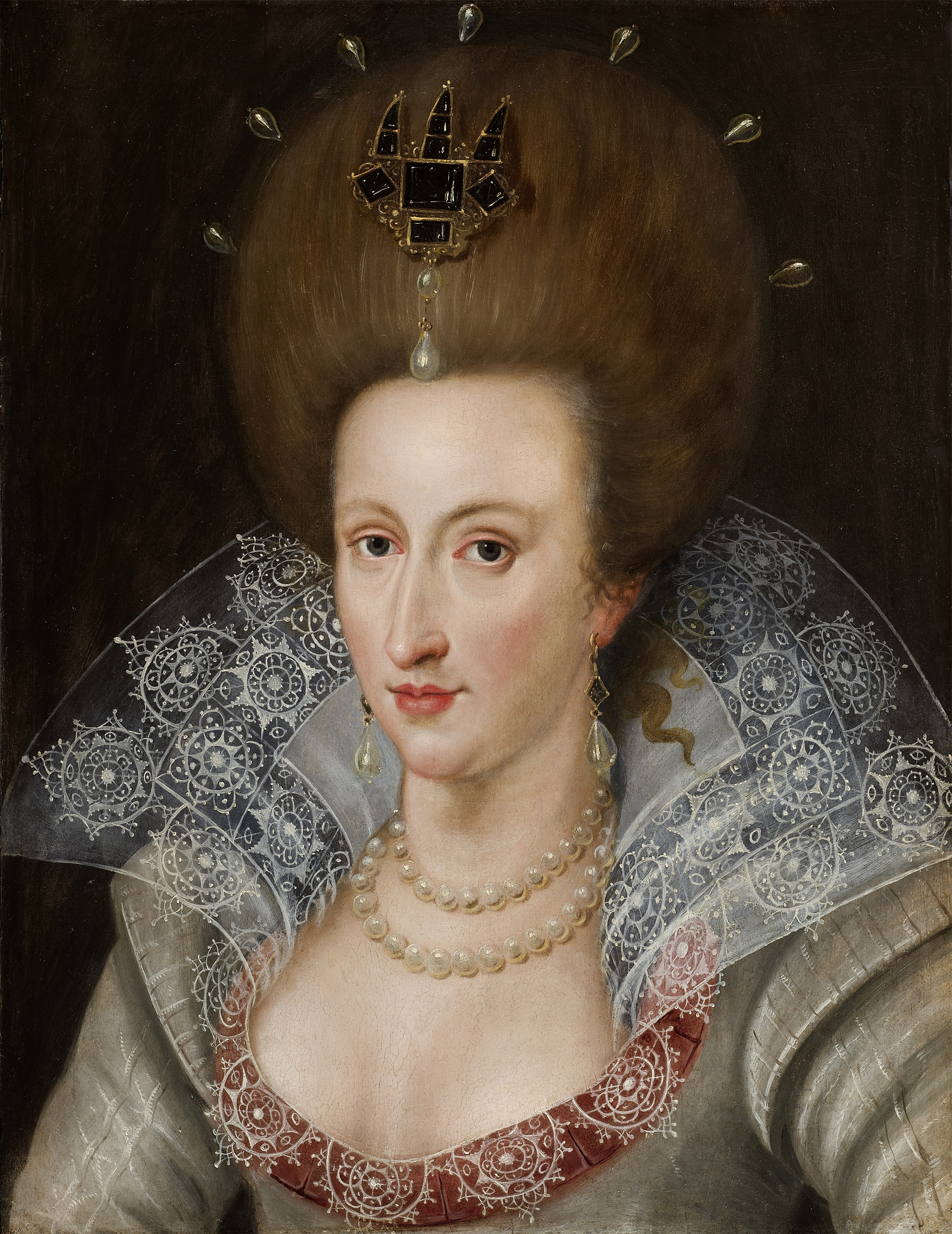
단마르크의 아나. 1605년 무렵 존 드 크리츠가 그린 초상화.

국왕이 여러 명의 정부를 두는 것은 당시 유럽에 만연하였던 관습이었지만, 제임스는 젊었을 때부터 여성에게 거의 관심을 보이지 않아 순결하다는 평판을 얻었다. 그러나 제임스는 사실 게이 성향이 있었고 레녹스를 잃은 후에도 여러 남성 동반자를 두었다. 개인적 성향과는 상관 없이 제임스는 왕권 강화를 위해 결혼하여야 하였다. 제임스의 상대는 개신교 왕가인 덴마크의 프레데리크 2세의 딸 아나 애 단마르크 왕녀였다. 1589년 8월 스코틀랜드의 사절이 코펜하겐에 당도하여 대리 결혼을 치렀을 때 아나의 나이는 14세에 불과하였다. 사절단은 새 왕비를 모시고 스코틀랜드로 향했지만 폭풍을 만나 노르웨이 해안에 정박하였다. 이 소식을 들은 제임스는 3백 명의 수행원을 이끌고 리스에서 출항하여 노르웨이로 향했다. 이 항해는 당시 유럽에서 매우 낭만적인 이야기로 퍼졌다. 둘은 11월 23일 오슬로 주교궁에서 결혼식을 올렸다. 아나는 7만5천 덴마크 리그스달러를 지참금으로 준비하였고 아나의 어머니 조피 추 메클렌부르크귀슈트로프 공녀가 별도의 1만 달러를 축의금으로 내놓았다. 제임스와 아나는 헬싱외르에서 잠시 머물다 코펜하겐에 들러 튀코 브라헤를 만난 뒤 1590년 5월 1일 스코틀랜드로 돌아왔다. 남아 있는 기록을 볼 때 부부는 금슬이 좋았다. 제임스는 아나에게 애정을 보였고 인내심있는 모습으로 대했다. 부부의 장남이자 왕세자였던 웨일스 공 헨리 프레더릭이 질병에 걸려 1612년 18세의 나이로 사망하자 왕세자의 자리는 동생 찰스에게 승계되었다. 두 형제 사이에는 딸 엘리자베스가 있었고 훗날 보헤미아로 시집갔다. 아나는 1619년 3월 사망하였다.

### 마녀사냥
제임스는 덴마크를 방문하였을 때 당시 유행하던 마녀사냥을 목격하였고, 마법이 악마의 사역이라는 신학적 관점을 지니게 되었다. 1563년 마법 금지법이 제정되었고, 그 해 스코틀랜드에서는 사상 최대 규모의 마녀사냥이 진행되었다. 이들 중에 일부는 국왕의 선박이 폭풍을 만나게 저주하였다는 혐의로 유죄를 받았는데 대표적인 사례로 아그네스 샘슨이 있다.
1597년 제임스는 마법 행위에 반대하는 《악마론》을 저술하였다. 훗날 셰익스피어는 《맥베스》에서 이 책의 많은 구절을 이용하였다. 제임스는 마녀로 기소된 여성들의 고문을 직접 감독하기도 하였다. 1599년 이후 제임스는 마녀사냥에 회의를 품게 되었고 훗날 잉글랜드에서 아들 헨리에게 쓴 편지에는 "네가 발견한 마녀에 대한 소소한 조작에 대해서. 나 역시 발견한 그러한 발견들을 네가 이어받기를 신께 기도한다. …… 대다수의 기적은 오늘날 그저 환상일 뿐이었다고 증명되었고 너는 이를 통해 판사들이 이들에 대한 비난을 신뢰하는 데 얼마나 조심스러워야 하는 지 알아야 할 것이다."라고 적었다.

### 고원과 도서 지역
헤브리디스 제도의 크고 작은 많은 섬들은 오랫동안 노르드게일인 도서 영주들의 영지였다. 1493년 제임스 4세가 이들의 작위를 해제하자 이에 반발하는 반란이 들끓었다. 제임스 4세는 이를 진압하였으나 이후 이 지역에 대한 통치 능력은 부족하였고 의지도 없었다. 그 결과 16세기 동안 반란의 시기라 불릴 만큼 어지러운 상황을 맞았다. 스코틀랜드의 북서부 고원지대는 게일인들이 모여사는 게일턱크를 형성하고 있었고 종교개혁은 스코트인들이 밀집해 사는 중부지역과 달리 느리게 전파되고 있었다.
1540년 제임스 5세는 클랜의 대표들에게 동행을 강요하여 헤브리디스 제도를 순방하면서 이 지역을 안정시키고자 하였지만, 얼마지나지 않아 클랜들을 다시 서로 싸우기 시작하였다. 이러한 상황은 제임스 6세의 통치 기간에도 달라지지 않았고 스코틀랜드의 공식 문서는 고원지대 사람들을 "야만적"이며 "신앙이 없다"고 묘사하고 있었다. 제임스 4세는 게일어를 유창하게 구사하였고 이는 아마도 제임스 5세 역시 마찬가지 였을 것이지만, 제임스 6세 시대에 이르러 게일어는 "아일랜드어"로 불려 외국어로 취급되었음을 암시한다. 스코틀랜드 의회는 고원지대 클랜들의 종교개혁 부진의 원인이 게일어 사용에 있다고 보고 이를 폐지하려 시도하였다.

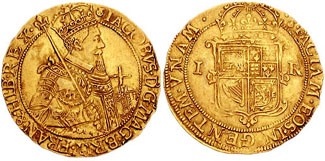
1609년 ~1625년 사이 주조된 스코틀랜드 금화

이러한 배경에 속에서 제임스 6세는 1598년 파이프의 귀족들로 구성된 파이프 신사 모험대의  "가장 야만적인 루이스섬"을 문명화하겠다는 식민계획을 승인하였다. 제임스는 지역 주민들을 "합의가 아닌 악습의 근절"로 다루라고 하였다. 식민가들은 스토너웨이에 상륙하였으나 무르도크와 네일 맥레오드가 이끄는 지방 군대에 의해 축출되었다. "모험대"는 1605년에 재차 시도하였으나 같은 결과를 맞았고 1607년 세 번째 시도에서야 교두보를 확보할 수 있었다. 1609년 공표된 아이오나 칙서는 클랜의 대표가 고원지역에 개설되는 개신교 목사를 지원하도록 강제하였고, 음유시인을 불법화하였으며, 이행 결과를 정기적으로 에든버러에 보고하도록 하였다. 클랜의 대표는 후계자를 스코틀랜드 저지대로 보내 영어를 사용하는 개신교 학교에서 교육을 받도록 하여야 했다. 이로서 "게일어의 근절, 전통 문화의 파괴 및 그 보유자에 대한 탄압을 특별한 목적으로 하는" 과정이 시작되었다.
북방 군도의 영주이자 제임스 6세의 사촌이었던 오크니 백작 패트릭 스튜어트가 아이오나 칙서에 반발하다 투옥되었고 그의 친아들 로버트는 반란을 일으켰다 진압되어, 오크니 백작 부자는 교수형에 처해졌다. 그들의 영지는 몰수되어 오크니 제도와 셰틀랜드 제도는 왕실의 소유가 되었다.

### 왕권신수설
1597에서 1598년 사이 제임스는 《자유 군주제의 참된 법률》과 《왕권에 대한 조언》을 집필하였다. 《참된 법률》에서 제임스는 왕권신수설을 주장하였고 국왕은 특권으로 새로운 법령을 제정할 수 있으며, "군주가 악정을 펼칠 때 재앙을 내리는" 신에게 책임을 질 뿐이라는 절대주의를 정당화하고자 하였다.
《왕권에 대한 조언》은 당시 네 살이었던 왕세자 헨리의 교육서로 집필된 것으로 보다 실용적인 지침들을 담고 있다. 이 글은 제임스의 문장력을 보여주는 사례로 평가된다. 제임스는 의회를 단순히 궁정의 일부로 이해하고 있었고, 이는 이후 잉글랜드 국왕으로 즉위 한 뒤 당면하였을 의회와의 갈등을 예고하고 있다. 제임스는 "새로운 법령을 제정할 필요가 없다면 의회는 개최하지 말라"고 후계자에게 조언한다. 《참된 법률》에서 제임스는 모든 영지가 국왕이 먼저 있고 나서 서임에 따라 분배되었기 때문에 본질적으로는 국왕의 소유였으며, 법률 역시 국왕이 창시자이자 제정자이므로 군주가 우선한다는 논리를 폈다.

### 문예 진흥
섭정 시기를 마치고 친정에 나선 1580년대와 1590년대 동안 제임스는 자국의 문학 진흥을 강조하였다. 그는 18세였던 1584년 《스코틀랜드 시문학에서 준수하고 피해야할 몇 가지 규칙과 주의사항》을 발표하여 스코트어 시문학에 르네상스적인 원칙을 적용시키고자 하였다. 제임스는 또한 음악 교육 개혁에도 관심을 보였다.
제임스는 윌리엄 파울러, 알렉산더 몽고메리 등의 시인과 음악가를 궁정에 불러 모았고 이들은 델포이의 카스탈리아 샘물에 모였다는 뮤즈로 빗대어져 캐스탈리안 밴드로 불리며 자코비언 시대를 대표하였다. 제임스는 특히 알렉산더 몽고메리를 총애하였다. 제임스 스스로가 시 짓기를 좋아하여 이들과 어울렸다.
1590년대 후반에 이르러 제임스가 잉글랜드 왕위를 계승할 가능성이 높아지자 스코틀랜드 문학 전통에 대한 옹호는 시들해졌고 윌리엄 알렉산더를 비롯한 궁중 시인들은 영어로 글을 쓰기 시작하였다. 이들은 1603년 제임스의 잉글랜드 왕위 계승과 함께 런던으로 따라갔다. 잉글랜드에서도 제임스는 문학의 진흥과 후원에 적극적이었지만 스코틀랜드 문학은 더 이상 그의 관심사가 아니었다.

## 잉글랜드 왕위 계승

제임스의 잉글랜드 즉위로 왕실의 문장은 튜더의 장미와 스코틀랜드의 엉겅퀴를 절반씩 나타낸 것으로 바뀌었다.

1601년 엘리자베스 1세의 총신이자 잉글랜드의 총리였던 로버트 세실은 후계 문제 상의를 위해 제임스와 비밀리에 서신을 주고받기 시작하였다. 1603년 엘리자베스 1세가 위독해지자 세실은 제임스에게 즉위 선언문 초안을 보냈다. 3월 24일 이른 아침 엘리자베스 1세가 사망한 뒤 제임스는 런던에서 새 왕으로 선포되어 잉글랜드의 제임스 1세가 되었다.
1603년 4월 5일 에든버러를 떠나면서 제임스는 3년마다 돌아오겠다고 약속하였지만 이 약속은 지켜지지 않았다. 잉글랜드에 들어서자 지역 영주들이 길을 따라 나와 환대하였고 제임스는 자신이 새로 즉위하게 된 영지의 부유함을 보고 "돌로 된 소파에서 자다가 깃털 이불을 덮은 침대로 바뀌었다"고 놀라움을 나타내었다. 그는 5월 7일 런던에 도착하였고 신민들이 모여들어 환호하자 새로운 승계에 반발이 크지 않다는 사실에 안도하였다. 런던의 주민들은 새 국왕을 보기 위해 수 없이 몰려들었다.
7월 25일 웨스트민스터 사원에서 제임스의 대관식이 거행되었다. 간헐적으로 발생하는 흑사병 창궐때문에 축제가 제한되어 있던 런던은 오랫만에 사람들로 북적였다. 1604년 3월 토머스 데커와 벤 존슨 같은 극작가들이 제임스의 즉위를 축하하며 《왕실의 런던 입성》을 발표하였고 여기서 데커는 제임스의 런던 입성을 "거리는 남자들로 매워지고 노점상 마다 아이들이 몰려들고 창문마다 여자들이 얼굴을 내밀고 구경하였다"고 묘사하였다.
그러나 제임스 즉위 당시 잉글랜드는 많은 문제를 안고 있었다. 무역의 독점과 무거운 과세가 광범위한 불만을 불렀고 아일랜드와 있었던 전쟁의 비용 때문에 정부는 40만 파운드의 부채를 지고 있었다.

## 잉글랜드 통치 초기

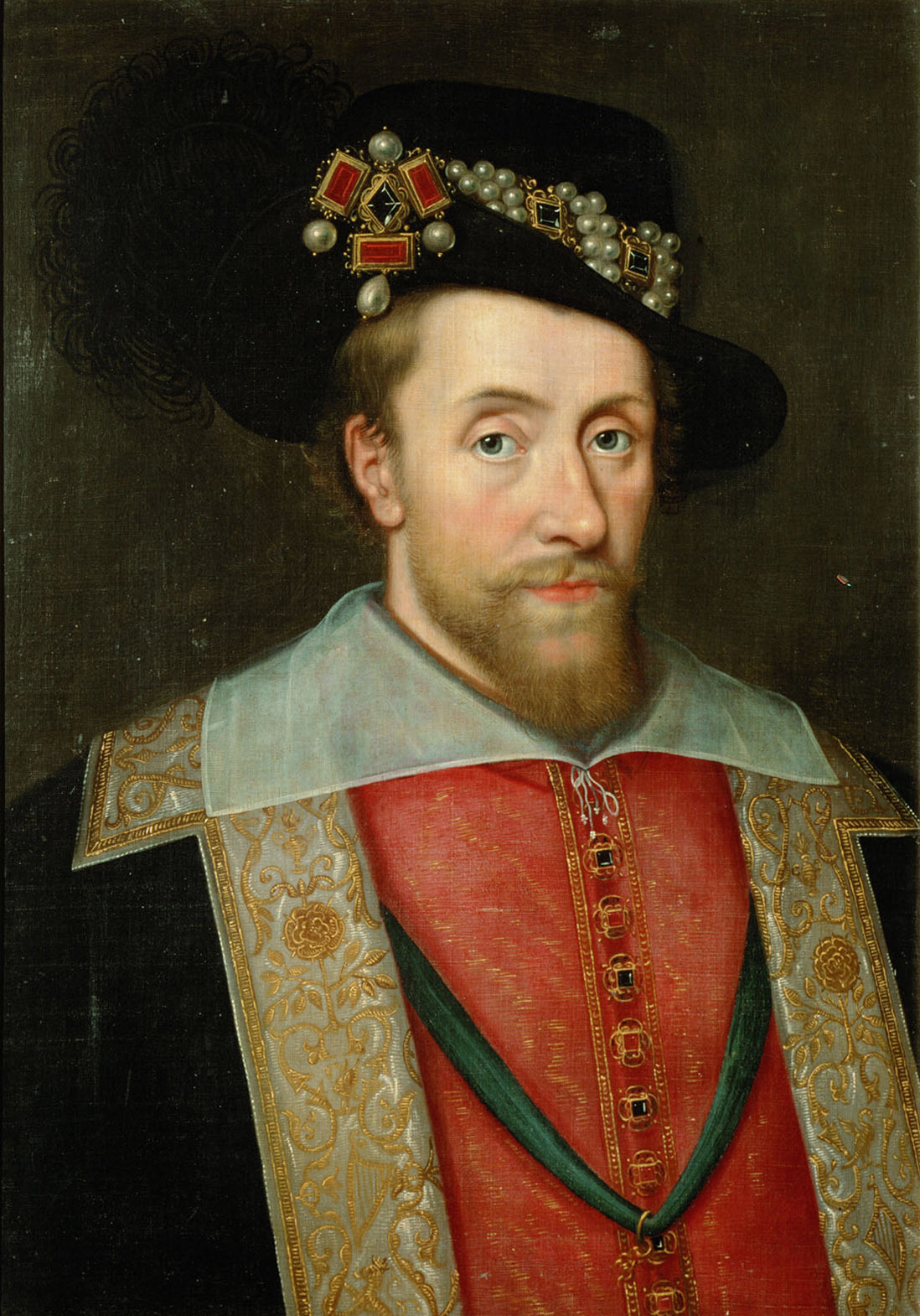
1605년 무렵의 초상화 그림에 표현된 첨정석으로 만든 모자의 장신구 "삼형제 보석"은 소실되어 전해지지 않는다.

잉글랜드의 모두가 제임스를 환대한 것은 아니었다. 즉위한 해인 1603년부터 국왕 시역 음모가 있어 바이 음모와 메인 음모가 적발되었고 한 때 엘리자베스 1세의 총신이었던 월터 롤리 등이 이 음모에 연루되어 처형되었다. 새로운 국왕의 즉위로 정부의 변화를 기대하였던 사람들은 그가 세실과의 밀약대로 전대의 추밀원을 그대로 유지하자 실망하였지만 제임스는 얼마 지나지 않아 오랜 후원자였던 헨리 하워드와 그의 조카 토머스 하워드, 그리고 스코틀랜드 귀족 다섯 명을 추밀원에 추가하여 친정체제를 강화하였다.
엘리자베스 1세 말년부터 제임스와 연락을 주고받던 세실은 여전히 정부의 일상적 운영을 맡았고 솔즈베리 백작으로 승격되었다. 궁정의 총리이자 사법관인 대법관은 토머스 색빌을 기용하였다. 이로서 잉글랜드 내정 문제를 총신에게 넘긴 제임스는 스코틀랜드와 잉글랜드의 통합과 각국과의 외교 문제에 집중할 수 있었고, 여가도 즐길 수 있었다. 그는 특히 사냥을 즐겼다.
1530년대 헨리 8세 시기에 웨일스는 이미 잉글랜드에 완전히 합병되었고 아일랜드의 군주 역시 잉글랜드의 국왕이 겸임하도록 되어 있었기 때문에 스코틀랜드의 군주인 제임스가 잉글랜드의 왕위를 계승하자 세 왕국은 모두 같은 군주가 군림하는 동군연합을 이루게 되었다. 제임스는 이를 바탕으로 세 나라를 아예 단일한 의회와 법률이 적용되는 단일국가로 통합하고자 하였지만, 이전 부터 잉글랜드를 경계해 온 스코틀랜드는 물론이고 지난 시기 줄곧 스코틀랜드 침공을 시도하였던 잉글랜드에서 조차 반대에 부딪혔다. 제임스는 잉글랜드 의회에  "우리는 모두 같은 섬에 살고 있지 않나"면서 자신을 "그레이트 브리튼의 왕"으로 선포할 것을 요구하였으나 1604년 4월 하원은 기존의 법률을 근거로 거부하였다. 그러나 그해 10월 제임스는 의회의 거부에도 불구하고 독단적으로 자신을 "그레이트 브리튼의 왕"으로 부르도록 하였다. 프란시스 베이컨은 잉글랜드 법률 어디에도 "추진, 도입 또는 보증"이라는 용어를 사용하지 않는다면서 제임스의 칭호 역시 잉글랜드 법령에서 사용될 수 없다는 견해를 전했다. 그러자 제임스는 자신의 영향력이 보다 강하게 작용하는 스코틀랜드 의회에게 이 칭호를 사용하도록 강요하였고, 두 왕국의 주화 제조, 선언문, 조약 등에 명기하도록 하였다.
제임스의 국정은 내치보다 외교에서 성과가 있었다. 1604년 8월 제임스는 20년 가까이 이어진 잉글랜드-스페인 전쟁을 종식하는 평화조약을 채결하였다. 그러나 스페인이 요구한 가톨릭 교도에 대한 종교의 자유 보장은 제임스에게 끊임없는 딜레마였다. 밖으로는 스페인과 프랑스 등으로부터 가톨릭 탄압에 대한 불신을 받는 사이 안에서는 추밀원을 중심으로 제임스의 종교 관용책에 대한 반대의 목소리가 강했기 때문이다.

### 화약 음모 사건
가이 포크스 등의 가톨릭 교도 몇몇은 제임스의 즉위에 대해 개신교의 국가 장악이자 스코인의 잉글랜드 점령으로 여겼다. 이들은 잉글랜드 의회의 두번째 회기 개원 전날인 1605년 11월 5일 밤 의사당 건물 지하에 화약을 잔뜩 넣어두었다가 발각되었다. 제임스는 왕실과 국가의 구성원 대다수가 희생될뻔한 일에 매우 놀랐다. 화약 음모 사건의 사전 적발 소식은 빠르게 번져나갔다. 제임스는 이를 오히려 자신에 대한 지지를 올리는 소재로 사용하였고, 솔즈베리 백작이 된 세실은 이를 이용하여 의회의 예산 증대를 실현시킬 수 있었다. 실패한 음모에 연루된 포크스와 다른 사람들은 처형되었고 훗날 잉글랜드에는 여기에서 비롯된 가이 포크스의 밤 축제가 열리게 되었다.

## 의회와의 관계
국왕과 의회가 공멸할 수 있었던 화약 음모 사건 이후 둘은 이례적인 협력 관계를 보였지만, 얼마 지나지 않아 다시 갈등 양상을 보였다. 군주와 의회 사이에 적대감이 형성된 것은 아니었지만 서로의 입장을 이해하려는 태도는 부족하였다. 1604년 7월 7일 의회의 폐회 연설에서 제임스는 국가들의 완전한 통합도 예산의 증대도 동의하지 않은 의회에 대해 불만을 털어 놓았다. 그는 "고마워할 줄 모르는 곳에 감사를 표하지는 않을 것"이며 "나는 바보를 칭찬할 만큼 아량이 있지도 않기" 때문에 "당신들에게 주어진 자유를 앞으로는 보다 겸손하게 사용하여야 할 것"이라고 연설하였는데 이는 앞으로 있을 의회와의 지속적인 갈등을 예고한 것이었다.
제임스는 통치 기간 내내 점점 재정적 압박에 몰렸다. 제임스의 즉위 초기 왕실이 직할 영지에서 얻는 수익은 연간 35만 파운드 정도였다. 이는 잘만 사용하면 전쟁을 벌이지 않는 한 그럭저럭 궁정을 운영할 수 있을 정도의 금액이었지만 17세기 동안 유럽 전체에서 일어난 인플레이션으로 인한 화폐 가치 하락이 재정 압박의 원인으로 작용하였다. 이후 왕실의 직할 수입은 지속하여 늘어났지만 제임스는 씀씀이가 방탕했고 재정 관리에도 무능했다.:348-349 1610년 2월 세실은 의회에 왕실 소유지 10개를 정부에 양도하는 댓가로 왕실의 부채를 탕감하기 위해 일시불 60만 파운드의 금액과 연간 20만 파운드의 기금을 요구하였으나 의회는 회기 내내 이의 승인을 미루며 지루한 협상을 이어나갔다. 결국 인내심이 바닥난 제임스는 1610년 12월 31일 의회를 해산하였다. 그때까지 협상을 이끌었던 세실은 "쓰디 쓴 쓸개즙에서 단 꿀을 끌어낼 수 있다고 기대했냐"면서 이를 "폐하의 가장 큰 실책"이라고 비난하였다. 그러나 의회의 소집과 지지부진한 협상, 그리고 제임스의 해산 선언은 이후로도 반복되어 1614년 소집된 의회는 9주 만에 해산되어버렸다. 제임스는 이후 1621년까지 의회없이 독단으로 통치했지만 잉글랜드는 이미 의회의 동의없이 새로운 세금 항목을 신설할 수 없었기 때문에 그는 다른 방식으로 재정 문제를 해결하려 하였다. 제임스는 이윤에 밝은 상인 라이오넬 크랜필드를 관리로 고용하는 한편, 명목상 주어지는 남작 등의 작위를 팔았다.

### 왕세자의 결혼 협상
제임스는 장남의 사망이후 왕세자를 승계한 웨일스공 찰스를 스페인의 마리아 아나 왕녀와 결혼시키고자 노력하였는데, 이는 외교적 이유뿐만 아니라 그로부터 받을 수 있는 지참금이 재정 문제의 상당 부분을 해결할 수 있을 것이라 기대하였기 때문이다. 뿐만아니라 스페인과의 정략 결혼은 혹시나 있을 수 있는 두 국가의 전쟁을 방지하여 전쟁 비용을 아낄 수 있다는 점에서도 매력적이었다. 이 결혼 협상은 1614년부터 거의 10년 동안 진행되었는데 거기에는 협상이 진행되는 동안에는 전쟁이 없을 것이라는 제임스의 복심도 깔려있었다.
스페인과의 결혼 추진은 흔히 스페인당이라 불렸던 하워드와 같은 친가톨릭 성향의 관리와 외교관들의 지지를 받았지만 잉글랜드 내의 개신교도들은 크게 불신하는 분위기였다. 1616년 런던탑에서 풀려난 월터 롤리는 남아메리카로 금을 찾아 떠나면서 스페인과 교전하지 말라는 엄명을 받았다. 그러나 롤리의 원정은 대실패로 끝났고 기어이 스페인가 교전을 벌여 롤리의 아들이 전사하였다. 제임스는 스페인 유화 정책에 반대하는 대중들때문에 터진 분노를 롤리에게 돌렸고 그가 잉글랜드로 귀환하자 처형하였다. 1618년 30년 전쟁이 일어나자 제임스의 외교정책은 더욱 위태로워졌다. 1620년 제임스의 딸 엘리자베스와 결혼하여 사위가 된 개신교 군주 프리드리히 5세 폰 데어 팔츠가 보헤미아에서 축출되고 가톨릭이었던 페르디난트 2세가 그 자리를 차지하였고 프리드리히의 본거지인 라인란트는 스페인의 침공을 받았다. 이듬해인 1621년 제임스는 프리드리히 지원을 위한 군사 원정 자금을 위해 의회를 소집하였다. 의회는 프리드리히를 지원하기에는 크게 모자란 예산을 책정하면서 엘리자베스 1세 시기부터 짭잘한 재미를 주었던 카리브해 지역의 스페인 선박에 대한 사략 재개를 요구하였다. 잉글랜드에서 반가톨릭 정서와 스페인에 대한 적대감은 뿌리깊은 것이었고 1621년 11월 에드워드 코크가 주도하여 스페인과의 전쟁과 왕세자 찰스의 결혼 협상 중단을 촉구하는 반가톨릭법 청원서가 제출되었다. 제임스는 왕실의 결혼은 군주 특권이며 의회가 간섭할 일이 아니라고 단호히 거부하고 재론할 경우 처벌하겠다고 선언하였다. 반가톨릭법 주창자들은 국왕이 언론의 자유를 포함한 의회가 갖는 권리를 존중하여야 한다고 맞섰다. 제임스의 연인이자 총신이었던 버킹엄 공작과 스페인의 대사 곤도마르 백작이 이들의 요구를 들어주어서는 안된다고 부추기는 가운데 제임스는 이들의 요구를 의사록에서 삭제하고 의회를 해산하였다.
1623년 초 유럽이 신구교 양대 세력을 갈려 전쟁을 치르고 있고 잉글랜드도 자칫 이 거대한 소용돌이에 휘말리게 될 일촉즉발의 상황이 이어지는 가운데 제임스는 당시 22세였던 왕세자 찰스를 스페인에 직접 보내 협상을 마무리 지으려 하였다. 그는 자신의 총신 버킹엄 공작을 함께 보내 스페인과의 교섭을 주도하도록 하였다. 찰스와 버킹엄 공작을 맞은 스페인 왕실의 태도는 냉랭하였다. 당장에 결혼 당사자인 왕녀 마리아 아나가 가톨릭 교도가 아닌 찰스를 혐오하였고, 스페인은 결혼 성사 조건으로 잉글랜드의 반가톨릭 법안 철폐를 요구하였다. 스페인이 잉글랜드의 약속 이행을 이유로 찰스에게 결혼 후에도 1년간 스페인에 머물라고 요구하자 어떻게든 협상을 성공시키고자 노력하였던 버킹엄 공작의 인내심은 바닥이 났고 결혼 협상은 결렬되었다. 한때 스페인과의 동맹에 앞장섰던 버킹엄 공작은 이제 스페인을 포함하여 당시 유럽의 거의 절반에서 군림하고 있던 합스부르크 제국과의 결전을 촉구하기 시작하였다. 버킹엄 공작은 제임스를 설득하여 전쟁 기금을 마련하기 위한 의회를 소집하였고 1624년 2월 개원하였다. 이때 열린 의회 역시 반가톨릭 정책이 쏟아졌으나 제임스는 이 요구들을 거부할 이유가 없었다. 이로서 정책 수립의 주도권은 제임스에게서 왕세자 찰스와 버킹엄 공작으로 옮겨갔다. 왕세자와 버킹엄 공작은 그 동안 전쟁 개입을 극도로 반대하였던 재무장관 라이오넬 크랜필드를 탄핵하고 의회가 스페인과의 전쟁을 지지하도록 하였지만 제임스는 버킹엄 공작에게 당장의 정책에 걸림돌이 된다고 충신을 축출하는 전례를 남기는 것은 위험한 일이라고 경고하였는데 이는 제임스 사후 버킹엄 공작에게 닥칠 사태를 예언한 셈이 되었다. 의회는 스페인에 대한 명백한 적대감을 표명하고 있었지만 전쟁을 의결하지는 않았다. 왕세자 찰스는 이러한 의회의 모습에 크게 실망하였고 이후 자신의 즉위 시대에 의회를 불신하는 원인으로 작용하였다.

## 종교 정책
즉위 초 있었던 화약 음모 사건의 여파로 잉글랜드의 반가톨릭 정서는 거셌다. 1606년 5월 의회는 교황반대법을 의결하여 모든 시민에게 교황에 대한 부정과 왕에 대한 충성 맹세를 강요할 수 있도록 하였다. 그러나 제임스는 개인적으로 종교에 대해 관용적이었고 형식적인 충성 서약만 있다면 비밀리에 진행되는 종교 집회는 묵인하였다. 스스로가 스코틀랜드에서 장로교도로 성장하였던 제임스는 잉글랜드 국교회의 수장이 된 뒤로도 독점적 국교의 지위를 그다지 내켜하지 않았다. 제임스 입장에서는 국교회 신도뿐만 아니라 잉글랜드 내의 가톨릭 신자도 언젠가는 자신을 지원해 줄 수 있는 세력이었기 때문이다. 제임스는 즉위 이후 런던탑에 가두었던 가톨릭 귀족 노섬벌랜드 백작 헨리 퍼시에게 "조용히 지내고 자비를 베푸는 사람은 누구라도 박해하지 않을 것"이라고 장담하면서도 "외적으로는 법률에 순종하는 모습을 보여야 할 것"이라고 편지를 보냈다.

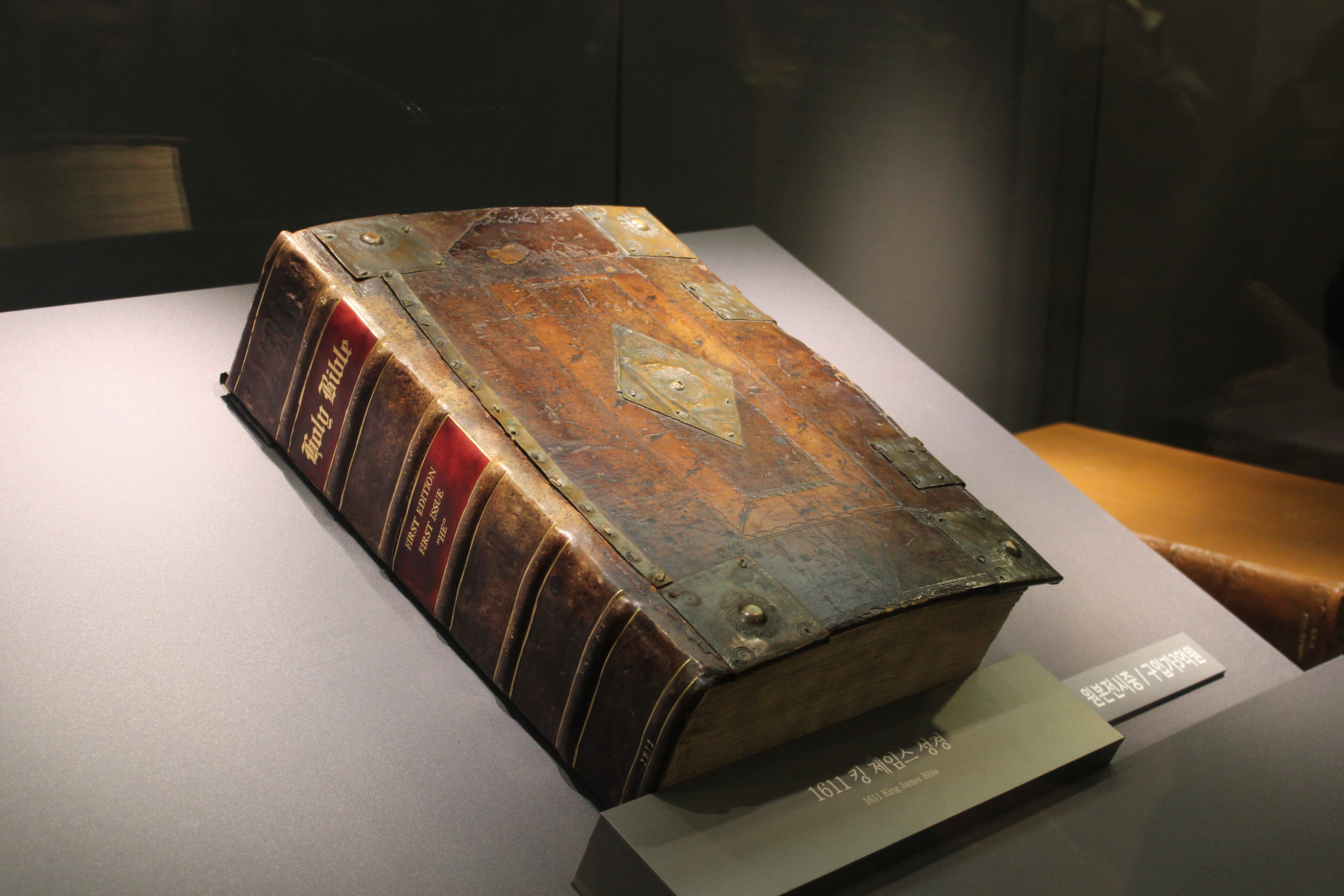
1611년 출간된 《킹 제임스 성경》

한편 이 시기 잉글랜드에는 장로교의 일파인 청교도가 광범위하게 확산되고 있었다. 이들은 초기에 국교회의 전례를 인정하는 가운데 추가적인 예배와 엄숙한 생활 등으로 자신들의 신앙을 구축하고 있었으나, 1603년 천인청원을 통해 견진성사, 결혼 반지, 그리고 "사제"라는 용어 등을 폐지하고 성직자의 상징이었던 모자와 중백의 착용을 의무가 아닌 선택적 사항으로 해 줄 것을 요구하였다. 청원 초기 국교회 순응이 엄격히 강요되자 청교도는 프랑스의 위그노와 같은 박해를 우려하였으나 이후 통치 과정에서 제임스는 가톨릭의 비밀 미사와 마찬가지로 청교도의 집회 역시 묵인하였다. 제임스는 전례와 기도서를 정비하여 종교적 통합을 이루려 하였다. 1604년 새로운 공동 기도서를 제작하면서 청교도의 일부 요구를 수용하자 국교회 측은 불만을 표했지만 제임스는 당시 여러 판본으로 인해 해석이 분분했던 성경을 새롭게 영어로 번역하기로 마음먹었고, 1611년 《킹 제임스 성경》이 완성되었다. 자코비언 시대의 걸작으로 평가받는 이 성경은 오늘날에도 널리 사용되고 있다.
한편 제임스는 이미 장로교로 개혁된 스코틀랜드 교회를 자신의 영향력 아래 두고자 주교제 재건을 시도하였다. 이 시도는 당연하게도 강력한 반발에 부딛혔다. 3년 마다 에든버러에 돌아오겠다던 약속을 한 번도 지키지 않았던 제임스는 1617년 성공회 의식 집전을 위해 에든버러로 갔고 이것이 잉글랜드 국왕 즉위 이후 처음이자 마지막 방문이었다. 잉글랜드 국교회의 주교들이 퍼스 5개 조항을 강요하였으나 반발만 샀을 뿐이었다. 제임스는 재위 동안 스코틀랜드 교회 문제를 어쩌지 못하였고 이는 아들 찰스에게 남겨진 유업이 되었다. 찰스 1세는 즉위 후 전쟁을 통해 스코틀랜드 교회에 주교제를 강제하려다 실패하고 결국 스튜어트 왕가의 세 왕국은 내전과 전쟁으로 빠져들게 된다.
제임스 재위 시기까지만 해도 잉글랜드와 스코틀랜드의 어떤 종교도 감히 국왕을 상대로 반기를 든다는 것은 상상도 할 수 없었다. 제임스는 내부의 많은 반대에도 불구하고 국외의 종교 전쟁에 가담하지 않고자 필사적으로 노력하였고 잉글랜드는 그 전 시기 어느 때보다 평화로운 일상을 보내고 있었다.:353-354

## 총신과 파벌

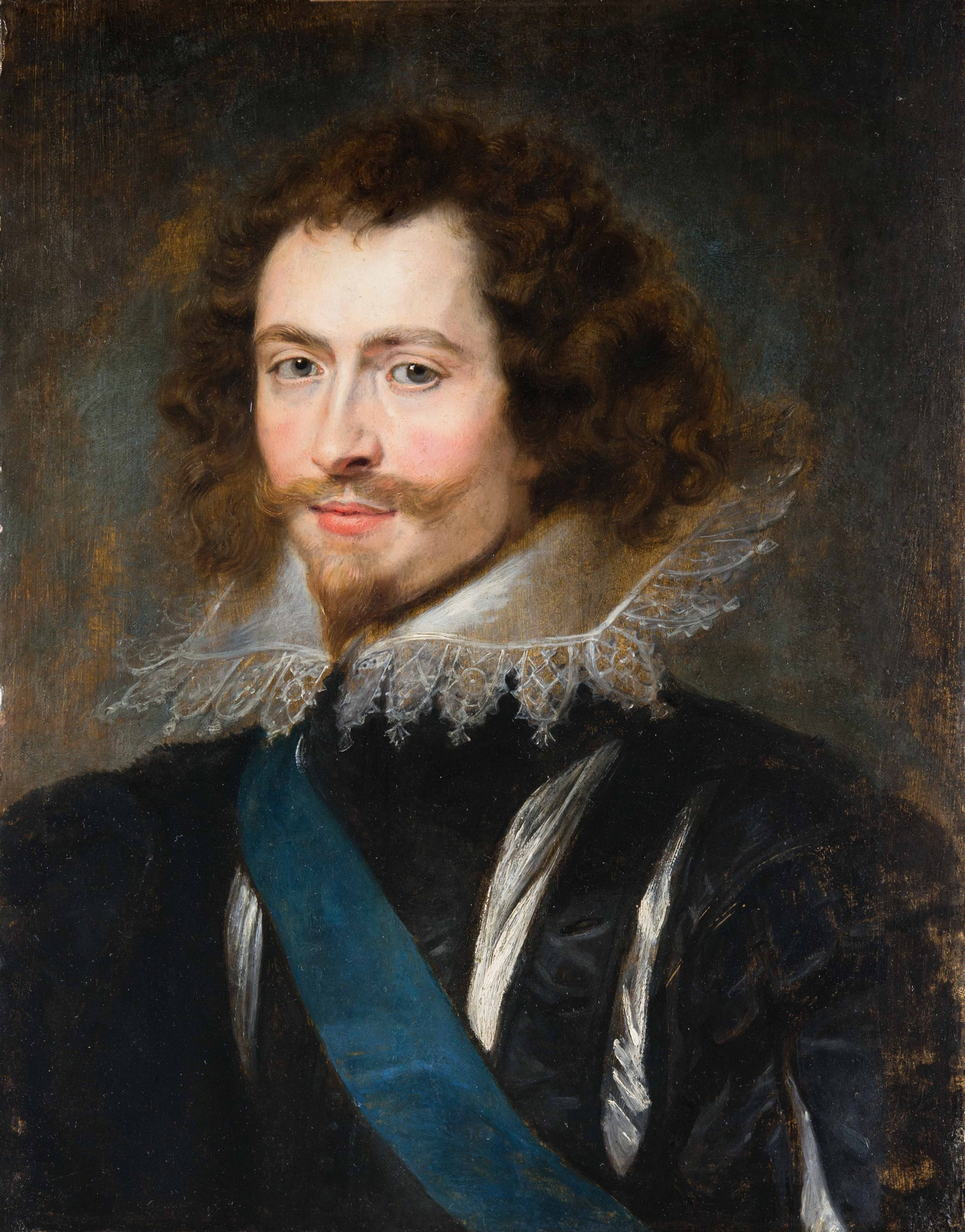
제임스의 총신 버킹엄 공작 조지 빌리어스

제임스는 평생동안 궁정의 여러 남성들과 긴밀한 관계를 유지하였다. 스코틀랜드 시절 앤 머레이를 정부로 두었다고 알려져 있기 때문에 그의 성적 정체성은 동성애자또는 양성애자이었을 것으로 추정된다. 그는 자신의 관심사를 글로 저술하는 학문적 태도를 보였고 무엇보다 극단적 분쟁을 피하고자 하였기 때문에 전대의 엘리자베스 1세가 보여준 호전적이고 활달한 행동과 대비되어 "Rex fuit Elizabeth, nunc est regina Iacobus"(엘리자베스는 왕이었고 이제 제임스는 여왕이라네)와 같은 말들이 만들어졌다.
제임스의 남성 연인으로 지목되는 사람들로는 레녹스 공작 에스메 스튜어트, 서머싯 백작 로버트 카, 그리고 버킹엄 공작 조지 빌리어즈 등이 있다. 특히 버킹엄 공작은 잉글랜드에서 왕족이 아닌 자에게 처음으로 주어진 공작 작위여서 당대에도 온갖 풍문을 몰고 다녔으며, 제임스의 연인일 뿐만 아니라 국정 운영의 동지였고 왕세자의 후견인 노릇도 하였다. 왕세자 찰스와 함께 스페인으로 결혼 협상을 다녀 올 때에는 프랑스와 스페인 궁정에서 뛰어난 외모와 화려한 언변, 그리고 춤솜씨로 유명하였다. 당대 잉글랜드 하원 의원이었던 존 오글랜더는 "국왕 제임스가 총신들, 특히 버킹엄 공작에게 대하는 모습과 같이 자신의 어여쁜 배우자를 달콤하게 대하는 남편을 본 적이 없다"고 평하였다. 2004년에서 2008년 사이 진행된 노샘프턴셔의 애페소프 궁전 복원 작업 과정에서 제임스와 버킹엄 공작의 침실을 연결하는 비밀 통로가 발견되었다.
둘의 관계가 성적인 것은 아니었다는 주장도 있기는 하다. 제임스 스스로가 《왕권에 대한 조언》에서 "남색은 양심상 용서될 수 없는 일"이라 쓴데다, 아내인 덴마크 왕녀 아나와 금슬도 좋았고 7명의 아이들이 있었기 때문이다. 그러나 당대의 위그노 시인이었던 테오필 드 비오는 "잉글랜드 국왕이 버킹엄 공작과 흘레붙는 다는 것은 잘 알려진 일"이라고 기록하였다.  버킹엄 공작 스스로가 남긴 기록에도 "폐하가 저를 여전히 사랑하는지 …… 개가 주인과 함께 침대에 누워 머리를 내밀듯 하던, 결코 잊지 못할 그 때 보다 더 나은지"와 같은 구절이 있다. 하지만 버킹엄 공작의 이러한 수사는 17세기 궁중 생활의 맥락에서 성적인 관계가 아니라 그저 국왕의 총애를 바라는 신하의 처지에 대한 비유로 해석될 수도 있기 때문에 이것이 둘 사이의 동성애를 확정한다고 단정짓기엔 모호하다. 여러 정황을 종합하면 아마도 제임스는 양성애자였을 수 있다.
1612년 엘리자베스 1세 시기부터 행정을 관장하였던 솔즈베리 백작이 사망하였을 때 진심어린 애도를 표하는 사람은 거의 없었다. 그러나 유능한 행정 관료의 죽음으로 제임스의 궁정 운영은 방만해졌고 평판이 나빠지기 시작하였다. 제임스는 솔즈베리 백작의 후임으로 스코틀랜드에서 로버트 카를 불러들였다. 신뢰할 수 있는 신료를 통해 국정을 관할하겠다는 생각이었지만 제임스가 공무를 등한시 하였기 때문에 스코틀랜드 출신의 국무장관 등장은 파벌 형성의 결과를 맞았다.
로버트 카는 강력한 권한을 받았지만 실제 행정 경험은 전혀 없었기 때문에 잉글랜드에서 자신을 지원할 유력자의 도움이 필요했고, 노샘프턴 백작 헨리 하워드를 비롯한 일군의 귀족들이 빠르게 도당을 형성하였다. 로버트 카는 정부의 문서 작성에도 서툴러 토머스 오버베리에게 의존하였다. 이러한 무능에 겹쳐 카는 행실도 좋지 못하였고 결국 서폭스 백작의 딸이자 에식스 백작부인이었던 프란시스 하워드와 간음하였다. 이 일은 잉글랜드 정계의 커다란 스캔들로 발전하였고 제임스는 서머싯 백작으로 책봉한 카를 지키기 위해 프란시스 하워드와 에식스 백작 사이의 결혼이 무효라고 선언하고 로버트 카와 프란시스 하워드가 결혼할 수 있도록 하였다.
하워드의 도당과 토머스 오버베리는 서로를 정적으로 여기고 있었고 로버트 카가 프란시스 하워드와 결혼하려 하자 극렬히 반대하였다. 하워드가는 결혼의 장애물을 치우기 위해 오버베리를 러시아 대사로 파견하고자 하였고 오버베리는 지금 런던을 떠나면 다시 돌아오지 못할 것이란 두려움에 이를 거부하였다. 제임스는 대사 임명 거부를 왕명 불복종으로 여기고 오버베리를 런던탑에 가두었다. 그런데 런던탑에 수감된 오버베리는 1613년 9월 15일 급작스래 사망하였고 검사 결과 독살되었음이 판명되었다. 오버베리 사망 후 카는 프란시스와 혼례를 올렸다. 런던탑의 국사범을 암살한 것은 중대한 범죄였지만 범인은 오리무중이었다. 그렇게 시간이 흐른 1615년 사소한 계기로 프란시스 하워드가 오버베리 사망 직전에 독약을 구입하였다는 것이 밝혀졌고 결국 로버트 카와 프란시스 부부가 암살을 공모하였다는 것이 폭로되었다. 로버트 카는 결국 처형되었고 이 과정에서 국왕과 연루된 수많은 소문이 떠돌며 제임스의 궁정은 부정 부패의 온상으로 비추어졌다. 하워드가 역시 몰락하여 이후 제임스 1세의 치세에서 버킹엄 공작을 넘볼 파벌은 존재하지 않게 되었다.

## 사망
말년에 이르러 제임스는 각종 질환에 시달렸다. 그는 관절염, 통풍, 신장 결석 등으로 고통받았다. 제임스는 치아 또한 잃었고 술을 많이 마신 것도 건강 악화를 불렀다. 제임스가 점차 중병을 자주 앓게 되자 국정 운영은 거의 버킹엄 공작의 수중에서 처리되었다. 버킹엄 공작은 국왕의 사후에도 자신의 지위가 유지되도록 그렇지 않아도 자신에게 의존적이었던 왕세자 찰스에 대한 통제권을 강화하였다. 어의였던 테오도르 드 마이데른이 제임스가 "알리칸테 와인과 같이 붉은" 소변을 보았다고 기록한 것을 볼 때 그가 포르피린증을 앓았을 수 있다는 추측이 있다. 포르피린증은 훗날 제임스의 후손 가운데 하나인 조지 3세도 앓았는데 이 병은 유전되기 때문이다. 그러나 제임스는 신장 결석을 앓았고 요로의 출혈도 소변을 붉게 할 수 있기 때문에 포르피린증은 지나친 추측이라는 주장도 있다.
이미 쇠약하였던 제임스는 각종 질환과 발작 끝에 이질까지 감염되어 1625년 3월 27일 사망하였다. 5월 7일 어수선 한 가운데 장례식이 열렸고, 장레를 주관한 주교 존 윌리엄스는  "솔로몬도 약 60세를 살고 평화롭게 승하하였습니다. 여러분도 아시다시피 제임스 국왕 폐하도 그렇습니다."라고 설교하였다. 제임스는 웨스트민스터 사원에 안장되었지만 정확한 무덤 위치는 알려지지 않고 있다가 19세기 발굴 과정에서 헨리 7세 시기 지어진 납골당에서 석관이 확인되었다.

## 사후
제임스 1세 치세의 잉글랜드는 큰 분쟁 없는 평화와 낮은 세금으로 안정적인 세월을 보냈고, 사람들은 그런 제임스를 널리 애도하였다. 왕실 직할지의 세금이 턱없이 부족하였기 때문에 제임스는 국왕에게 수조권이 있는 전매사업 세금과 무역세에 의존하였고 그래서 더더욱 국가간 분쟁을 피할 수 밖에 없었다. 신경질적인 성격과 거친 말투, 방탕한 생활, 재정적 무능과 같은 수 많은 단점에도 불구하고 백성들은 대체로 국왕을 지지하였다. 켈리 백작은 제임스를 애도하며 "폐하께선 평화롭게 살다 평화롭게 죽었습니다. 새로운 국왕 또한 그를 따르기를 기도합니다."라고 기도하였지만 백작의 기도는 헛된 것이 되고 말았다. 새롭게 집권한 찰스 1세는 버킹엄 공작과 함께 무모한 군사 원정을 감행하다 실패하였고 이후 점차 내우외환의 수렁으로 빠져들었다. 제임스는 사냥과 같은 여가 활동을 하면서 종종 정무를 등한시 하였고 늘 총신과의 스캔들에 휩싸여 엘리자베스 1세가 신중하게 쌓아올렸던 왕실의 위엄은 크게 훼손되었다.
제임스 치하에서 시작된 잉글랜드의 얼스터 식민 정책은 이후로도 계속되어 얼스터 지역의 잉글랜드 출신 개신교도 인구는 꾸준히 증가하였다. 이는 현대에 이르기까지 아일랜드의 갈등 요소 가운데 하나로 남았다. 또한 1607년 버지니아주에 제임스타운이 세워진 이래 북아메리카 식민지 정책도 계속되어 이후 150년 동안 잉글랜드는 북아메리카의 지배권을 놓고 스페인, 네덜란드, 프랑스 등의 국가와 전쟁을 겪었다. 제임스는 동군연합으로 묶인 잉글랜드와 스코틀랜드 및 아일랜드를 단일한 국가로 통합하고자 시도하였고, 결국 1707년 그레이트브리튼 왕국과 1801년 그레이트브리튼 아일랜드 연합왕국을 거쳐 오늘날 영국의 바탕이 되었다.
종교적 갈등과 함께 국왕과 의회의 불화가 치솟았던 17세기 중반 무렵 스튜어트 왕가를 반대하던 측은 제임스가 절대주의를 지지하면서도 정치적 무능으로 잉글랜드 내전의 불씨를 키웠다고 보았다. 제임스 1세는 자신의 후계자인 아들 찰스 1세에게 절대군주의 야망을 심어주었고 그 때문에 결국 내전이 일어났다는 견해이다.
이러한 견해는 1956년 지어진 데이비드 헤리스 윌슨의 제임스 1세 평전에 이르기까지 유지되었다. 그러나 20세기 후반 이후 제임스의 평화를 위한 노력과 종교적 관용에 대한 재평가가 이루어지는 추세이다.

## 가계도
제임스 1세가 잉글랜드의 왕위를 계승할 수 있게 만들어준 가계도이다. 엘리자베스 1세와 제임스 1세의 사이를 촌수로 따져 보면 6촌간이며 항렬로 따지면 할머니와 손자 사이가 된다.
|  |                                                         |  |  |  |  |  |  |  |  |  |  |  |  |  |  |  |
|  | 고조부 제2대 레녹스 백작 매슈 스튜어트                  |  |  |  |  |  |  |  |  |  |  |  |  |  |  |  |
|  |                                                         |  |  |  |  |  |  |  |  |  |  |  |  |  |  |  |
|  |                                                         |  |  |  |  |  |  |  |  |  |  |  |  |  |  |  |
|  | 증조부 제3대 레녹스 백작 존 스튜어트                    |  |  |  |  |  |  |  |  |  |  |  |  |  |  |  |
|  |                                                         |  |  |  |  |  |  |  |  |  |  |  |  |  |  |  |
|  |                                                         |  |  |  |  |  |  |  |  |  |  |  |  |  |  |  |
|  | 고조모 엘리자베스 해밀턴                                |  |  |  |  |  |  |  |  |  |  |  |  |  |  |  |
|  |                                                         |  |  |  |  |  |  |  |  |  |  |  |  |  |  |  |
|  |                                                         |  |  |  |  |  |  |  |  |  |  |  |  |  |  |  |
|  | 조부 제4대 레녹스 백작 매슈 스튜어트                    |  |  |  |  |  |  |  |  |  |  |  |  |  |  |  |
|  |                                                         |  |  |  |  |  |  |  |  |  |  |  |  |  |  |  |
|  |                                                         |  |  |  |  |  |  |  |  |  |  |  |  |  |  |  |
|  | 고외조부 제1대 애솔 백작 존 스튜어트                    |  |  |  |  |  |  |  |  |  |  |  |  |  |  |  |
|  |                                                         |  |  |  |  |  |  |  |  |  |  |  |  |  |  |  |
|  |                                                         |  |  |  |  |  |  |  |  |  |  |  |  |  |  |  |
|  | 증조모 애솔 백작 영애 엘리자베스 스튜어트               |  |  |  |  |  |  |  |  |  |  |  |  |  |  |  |
|  |                                                         |  |  |  |  |  |  |  |  |  |  |  |  |  |  |  |
|  |                                                         |  |  |  |  |  |  |  |  |  |  |  |  |  |  |  |
|  | 고외조모 엘러노어 싱클레어                              |  |  |  |  |  |  |  |  |  |  |  |  |  |  |  |
|  |                                                         |  |  |  |  |  |  |  |  |  |  |  |  |  |  |  |
|  |                                                         |  |  |  |  |  |  |  |  |  |  |  |  |  |  |  |
|  | 부친 단리 경 헨리 스튜어트                              |  |  |  |  |  |  |  |  |  |  |  |  |  |  |  |
|  |                                                         |  |  |  |  |  |  |  |  |  |  |  |  |  |  |  |
|  |                                                         |  |  |  |  |  |  |  |  |  |  |  |  |  |  |  |
|  | 고외조부 앵거스 경 조지 더글러스                        |  |  |  |  |  |  |  |  |  |  |  |  |  |  |  |
|  |                                                         |  |  |  |  |  |  |  |  |  |  |  |  |  |  |  |
|  |                                                         |  |  |  |  |  |  |  |  |  |  |  |  |  |  |  |
|  | 증외조부 제6대 앵거스 백작 아치볼드 더글러스            |  |  |  |  |  |  |  |  |  |  |  |  |  |  |  |
|  |                                                         |  |  |  |  |  |  |  |  |  |  |  |  |  |  |  |
|  |                                                         |  |  |  |  |  |  |  |  |  |  |  |  |  |  |  |
|  | 고외조모 엘리자베스 드러먼드                            |  |  |  |  |  |  |  |  |  |  |  |  |  |  |  |
|  |                                                         |  |  |  |  |  |  |  |  |  |  |  |  |  |  |  |
|  |                                                         |  |  |  |  |  |  |  |  |  |  |  |  |  |  |  |
|  | 조모 앵거스 백작 영애 마거릿 더글러스                   |  |  |  |  |  |  |  |  |  |  |  |  |  |  |  |
|  |                                                         |  |  |  |  |  |  |  |  |  |  |  |  |  |  |  |
|  |                                                         |  |  |  |  |  |  |  |  |  |  |  |  |  |  |  |
|  | 고외외조부 헨리 7세(=외외고조부)                        |  |  |  |  |  |  |  |  |  |  |  |  |  |  |  |
|  |                                                         |  |  |  |  |  |  |  |  |  |  |  |  |  |  |  |
|  |                                                         |  |  |  |  |  |  |  |  |  |  |  |  |  |  |  |
|  | 증외조모 잉글랜드 왕녀 마거릿 튜더(=외증조모)           |  |  |  |  |  |  |  |  |  |  |  |  |  |  |  |
|  |                                                         |  |  |  |  |  |  |  |  |  |  |  |  |  |  |  |
|  |                                                         |  |  |  |  |  |  |  |  |  |  |  |  |  |  |  |
|  | 고외외조모 잉글랜드 왕녀 요크의 엘리자베스(=외외고조모) |  |  |  |  |  |  |  |  |  |  |  |  |  |  |  |
|  |                                                         |  |  |  |  |  |  |  |  |  |  |  |  |  |  |  |
|  |                                                         |  |  |  |  |  |  |  |  |  |  |  |  |  |  |  |
|  | 제임스 1세 (잉글랜드), 6세 (스코틀랜드)                 |  |  |  |  |  |  |  |  |  |  |  |  |  |  |  |
|  |                                                         |  |  |  |  |  |  |  |  |  |  |  |  |  |  |  |
|  |                                                         |  |  |  |  |  |  |  |  |  |  |  |  |  |  |  |
|  | 외고조부 제임스 3세                                     |  |  |  |  |  |  |  |  |  |  |  |  |  |  |  |
|  |                                                         |  |  |  |  |  |  |  |  |  |  |  |  |  |  |  |
|  |                                                         |  |  |  |  |  |  |  |  |  |  |  |  |  |  |  |
|  | 외증조부 제임스 4세                                     |  |  |  |  |  |  |  |  |  |  |  |  |  |  |  |
|  |                                                         |  |  |  |  |  |  |  |  |  |  |  |  |  |  |  |
|  |                                                         |  |  |  |  |  |  |  |  |  |  |  |  |  |  |  |
|  | 외고조모 마르그레테 애 단마르크 왕녀                    |  |  |  |  |  |  |  |  |  |  |  |  |  |  |  |
|  |                                                         |  |  |  |  |  |  |  |  |  |  |  |  |  |  |  |
|  |                                                         |  |  |  |  |  |  |  |  |  |  |  |  |  |  |  |
|  | 외조부 제임스 5세                                       |  |  |  |  |  |  |  |  |  |  |  |  |  |  |  |
|  |                                                         |  |  |  |  |  |  |  |  |  |  |  |  |  |  |  |
|  |                                                         |  |  |  |  |  |  |  |  |  |  |  |  |  |  |  |
|  | 외외고조부 헨리 7세(=고외외조부)                        |  |  |  |  |  |  |  |  |  |  |  |  |  |  |  |
|  |                                                         |  |  |  |  |  |  |  |  |  |  |  |  |  |  |  |
|  |                                                         |  |  |  |  |  |  |  |  |  |  |  |  |  |  |  |
|  | 외증조모 잉글랜드 왕녀 마거릿 튜더(=증외조모)           |  |  |  |  |  |  |  |  |  |  |  |  |  |  |  |
|  |                                                         |  |  |  |  |  |  |  |  |  |  |  |  |  |  |  |
|  |                                                         |  |  |  |  |  |  |  |  |  |  |  |  |  |  |  |
|  | 외외고조모 잉글랜드 왕녀 요크의 엘리자베스(=고외외조모) |  |  |  |  |  |  |  |  |  |  |  |  |  |  |  |
|  |                                                         |  |  |  |  |  |  |  |  |  |  |  |  |  |  |  |
|  |                                                         |  |  |  |  |  |  |  |  |  |  |  |  |  |  |  |
|  | 모친 메리 1세                                           |  |  |  |  |  |  |  |  |  |  |  |  |  |  |  |
|  |                                                         |  |  |  |  |  |  |  |  |  |  |  |  |  |  |  |
|  |                                                         |  |  |  |  |  |  |  |  |  |  |  |  |  |  |  |
|  | 외외고조부 르네 2세 드 로렌 공작                        |  |  |  |  |  |  |  |  |  |  |  |  |  |  |  |
|  |                                                         |  |  |  |  |  |  |  |  |  |  |  |  |  |  |  |
|  |                                                         |  |  |  |  |  |  |  |  |  |  |  |  |  |  |  |
|  | 외외증조부 클로드 드 기즈 공작                          |  |  |  |  |  |  |  |  |  |  |  |  |  |  |  |
|  |                                                         |  |  |  |  |  |  |  |  |  |  |  |  |  |  |  |
|  |                                                         |  |  |  |  |  |  |  |  |  |  |  |  |  |  |  |
|  | 외외고조모 필리파 폰 겔더른 공녀                        |  |  |  |  |  |  |  |  |  |  |  |  |  |  |  |
|  |                                                         |  |  |  |  |  |  |  |  |  |  |  |  |  |  |  |
|  |                                                         |  |  |  |  |  |  |  |  |  |  |  |  |  |  |  |
|  | 외조모 마리 드 기즈 공녀                                |  |  |  |  |  |  |  |  |  |  |  |  |  |  |  |
|  |                                                         |  |  |  |  |  |  |  |  |  |  |  |  |  |  |  |
|  |                                                         |  |  |  |  |  |  |  |  |  |  |  |  |  |  |  |
|  | 외외외고조부 프랑수아 드 방돔 백작                      |  |  |  |  |  |  |  |  |  |  |  |  |  |  |  |
|  |                                                         |  |  |  |  |  |  |  |  |  |  |  |  |  |  |  |
|  |                                                         |  |  |  |  |  |  |  |  |  |  |  |  |  |  |  |
|  | 외외증조모 앙투아네트 드 방돔 백작 영애                 |  |  |  |  |  |  |  |  |  |  |  |  |  |  |  |
|  |                                                         |  |  |  |  |  |  |  |  |  |  |  |  |  |  |  |
|  |                                                         |  |  |  |  |  |  |  |  |  |  |  |  |  |  |  |
|  | 외외외고조모 마리 드 생폴 백작 영애                     |  |  |  |  |  |  |  |  |  |  |  |  |  |  |  |
|  |                                                         |  |  |  |  |  |  |  |  |  |  |  |  |  |  |  |
|  |                                                         |  |  |  |  |  |  |  |  |  |  |  |  |  |  |  |

## 가족관계
덴마크의 앤과의 사이에서 태어난 자녀들은 다음과 같다. 3남 4녀를 낳았으나 대부분이 요절하고 1남 1녀만이 살아남았다.
| 사진 | 이름                    | 생일             | 사망             | 기타                          |
| ---- | ----------------------- | ---------------- | ---------------- | ----------------------------- |
|      | 웨일스 공 헨리 프레더릭 | 1594년 2월 19일  | 1612년 12월 8일  | 요절                          |
|      | 엘리자베스 스튜어트     | 1596년 8월 19일  | 1662년 2월 13일  | 프리드리히 5세 폰 팔츠의 부인 |
|      | 마거릿                  | 1598년 12월 24일 | 1600년경         | 요절                          |
|      | 찰스 1세                | 1600년 11월 19일 | 1649년 1월 30일  |                               |
|      | 로버트                  | 1602년 1월 18일  | 1602년 5월 27일  | 요절                          |
|      | 메리                    | 1605년 4월 8일   | 1607년 12월 16일 | 요절                          |
|      | 소피아                  | 1607년           | 1607년           | 요절                          |

## 참고 자료
- Akrigg, G. P. V. (George Philip Vernon), 편집. (1984), 《Letters of King James VI & I》, Berkeley & Los Angeles: University of California, ISBN 978-0-5200-4707-5
- Barroll, J. Leeds (2001), 《Anna of Denmark, Queen of England: A Cultural Biography》, Philadelphia: University of Pennsylvania, ISBN 978-0-8122-3574-6
- Bucholz, Robert; Key, Newton (2004), 《Early Modern England, 1485–1714: A Narrative History》, Oxford: Blackwell, ISBN 978-0-6312-1393-2
- Cogswell, Thomas (2005), 《The Blessed Revolution: English Politics and the Coming of War 1621–24》, Cambridge University Press, ISBN 978-0-5210-2313-9
- Croft, Pauline (2003), 《King James》, Basingstoke and New York: Palgrave Macmillan, ISBN 978-0-3336-1395-5.
- Davies, Godfrey (1959), 《The Early Stuarts》, Oxford: Clarendon Press, ISBN 978-0-1982-1704-6
- Donaldson, Gordon (1974), 《Mary, Queen of Scots》, London: English Universities Press, ISBN 978-0-3401-2383-6
- Fischlin, Daniel; Fortier, Mark (2002), 〈‘Enregistrate Speech’: Stratagems of Monarchic Writing in the Work of James VI and I〉,   Fischlin, Daniel; Fortier, Mark, 《Royal Subjects: Essays on the Writings of James VI and I》, Wayne State University Press, ISBN 978-0-8143-2877-4
- Guy, John (2004), 《My Heart is My Own: The Life of Mary Queen of Scots》, London and New York: Fourth Estate, ISBN 978-1-8411-5752-8
- Hunter, James (2000), 《Last of the Free: A History of the Highlands and Islands of Scotland》, Edinburgh: Mainstream, ISBN 978-1-8401-8376-4
- Jack, R. D. S. (Ronald) (1988), 〈Poetry under King James VI〉,   Craig, Cairns, 《The History of Scottish Literature》 1, Aberdeen University Press
- Keay, John; Keay, Julia (1994), 《Collins Encyclopaedia of Scotland》, London: HarperCollins, ISBN 978-0-0025-5082-6
- Krugler, John D. (2004), 《English and Catholic: The Lords Baltimore in the Seventeenth Century》, Baltimore: Johns Hopkins University Press, ISBN 978-0-8018-7963-0
- Law, Thomas Graves (1904), 〈John Craig〉,   Brown, P. Hume, 《Collected Essays and Reviews of Thomas Graves Law》, Edinburgh: T. & A. Constable, Edinburgh University Press
- Lindley, David (1993), 《The Trials of Frances Howard: Fact and Fiction at the Court of King James》, Routledge, ISBN 978-0-4150-5206-1
- Lockyer, Roger (1981), 《Buckingham: The Life and Political Career of George Villiers, First Duke of Buckingham, 1592–1628》, Longman, ISBN 978-0-5825-0296-3
- —— (1998), 《James VI and I》, Longman, ISBN 978-0-5822-7961-2
- MacKinnon, Kenneth (1991), 《Gaelic – A Past and Future Prospect》, Edinburgh: The Saltire Society, ISBN 978-0-8541-1047-6
- Martin, Patrick H. (2016), 《Elizabethan Espionage: Plotters and Spies in the Struggle Between Catholicism and the Crown》, Jefferson, North Carolina: McFarland, ISBN 978-1-4766-6255-8
- Milling, Jane (2004), 〈The Development of a Professional Theatre〉,   Milling, Jane; Thomson, Peter; Donohue, Joseph W., 《The Cambridge History of British Theatre》, Cambridge: Cambridge University Press, ISBN 978-0-5216-5040-3
- Perry, Curtis (2006), 《Literature and Favoritism in Early Modern England》, Cambridge; New York: Cambridge University Press, ISBN 978-0-5218-5405-4
- Rhodes, Neil; Richards, Jennifer; Marshall, Joseph (2003), 《King James VI and I: Selected Writings》, Ashgate Publishing, ISBN 978-0-7546-0482-2
- Rotary Club of Stornoway (1995), 《The Outer Hebrides Handbook and Guide》, Machynlleth: Kittiwake, ISBN 978-0-9511-0035-6
- Schama, Simon (2001), 《A History of Britain》 II, New York: Hyperion, ISBN 978-0-7868-6752-3
- Smith, David L. (2003), 〈Politics in Early Stuart Britain〉,   Coward, Barry, 《A Companion to Stuart Britain》, Blackwell Publishing, ISBN 978-0-6312-1874-6
- Stewart, Alan (2003), 《The Cradle King: A Life of James VI & I》, London: Chatto and Windus, ISBN 978-0-7011-6984-8
- Stroud, Angus (1999), 《Stuart England》, Routledge, ISBN 978-0-4152-0652-5
- Thompson, Francis (1968), 《Harris and Lewis, Outer Hebrides》, Newton Abbot: David & Charles, ISBN 978-0-7153-4260-2
- Thomson, Thomas, 편집. (1827), 《Sir James Melvill of Halhill; Memoirs of his own life》, Bannatyne Club
- Warnicke, Retha M. (2006). 《Mary Queen of Scots》. New York: Routledge. ISBN 978-0-4152-9182-8.
- Williams, Ethel Carleton (1970), 《Anne of Denmark》, London: Longman, ISBN 978-0-5821-2783-8
- Willson, David Harris (1963), 《King James VI & I》, London: Jonathan Cape, ISBN 978-0-2246-0572-4
- Wormald, Jenny (May 2011), 〈James VI and I (1566–1625)〉, 《옥스포드 영국 인명 사전》 온라인판, 옥스포드 대학교 출판부, doi:10.1093/ref:odnb/14592 (Subscription 또는 UK 공공도서관 회원 필수.)

### 추가 자료
- Akrigg, G. P. V. (1978). 《Jacobean Pageant: The Court of King James I》. New York: Atheneum. ISBN 0-6897-0003-2.
- Fraser, Antonia (1974). 《King James VI of Scotland, I of England》. London: Weidenfeld and Nicolson. ISBN 0-2977-6775-5.
- Coward, B. (2017). The Stuart Age – England, 1603–1714 5th edition ch.4. Routledge. ISBN 978-1-4058-5916-5
- Durston, C. (1993). James I. Routledge. ISBN 0-4150-7779-6
- Fincham, Kenneth; Lake, Peter (1985). "The ecclesiastical policy of King James I" Journal of British Studies 24 (2): 169–207
- Gardiner, S. R. (1907). "Britain under James I" in The Cambridge Modern History vol. 3 ch. 17 online
- Goodare, Julian (2009). "The debts of James VI of Scotland" The Economic History Review 62 (4): 926–952
- Hirst, Derek (1986). Authority and Conflict – England 1603–1658 pp. 96–136, Harvard University Press. ISBN 0-6740-5290-0
- Houston, S. J. (1974). James I. Longman. ISBN 0-5823-5208-8
- Lee, Maurice (1984). "James I and the Historians: Not a Bad King After All?" Albion 16 (2): 151–163. in JSTOR
- Montague, F. C. (1907). The History of England from the Accession of James 1st to the Restoration (1603–1660) online
- Peck, Linda Levy (1982). Northampton: Patronage and Policy at the Court of James I. Harper Collins. ISBN 0-0494-2177-8
- Schwarz, Marc L. (1974). "James I and the Historians: Toward a Reconsideration" Journal of British Studies 13 (2): 114–134 in JSTOR
- Smith, D. L. (1998). A History of the Modern British Isles – 1603–1707 – The Double Crown chs. 2, 3.1, and 3.2. Blackwell. ISBN 978-0-6311-9402-6
- Wormald, Jenny (1983). “James VI and I: Two Kings or One?”. 《History》 68 (223): 187–209. doi:10.1111/j.1468-229X.1983.tb01404.x.
- Young, Michael B. (1999). 《King James VI and I and the History of Homosexuality》. Springer.
- —— (2012). “James VI and I: Time for a Reconsideration?”. 《Journal of British Studies》 51 (3): 540–567. doi:10.1086/664955. S2CID 142991232.

| 전임 메리 1세 | 스코틀랜드의 왕 1567년 - 1625년 | 후임 찰스 1세 |

| 전임 종조모 엘리자베스 1세 | 잉글랜드와 아일랜드의 왕 1603년 - 1625년 | 후임 찰스 1세 |